# Astragalus edmondsonii
Astragalus edmondsonii es una especie de planta del género Astragalus, de la familia de las leguminosas, orden Fabales.

## Distribución
Astragalus edmondsonii se distribuye por Irán.

## Taxonomía
Fue descrita científicamente por D. Podl. Fue publicado en Mitteilungen (aus) der Botanischen Staatssammlung München 25: 498 (1988).